# نادي الحزم
نادي الحزم السعودي لكرة القدم هو نادٍ كرة قدم سعودي محترف تأسس عام 1957 يقع مقره في الرس بمنطقة القصيم وسط السعودية، يلقب النادي من قبل مشجعية بحزم الصمود وينافس في الدوري السعودي للمحترفين يضم النادي في أروقته العديد من الألعاب منها كرة القدم، الأكثر شعبية في البلاد، كرة الطائرة، كرة اليد، ألعاب القوى، السباحة، الجمباز، الدراجات، التنس الأرضي، تنس الطاولة بالإضافة إلى الأنشطة الاجتماعية والثقافية.
ألوان الفريق هي الأحمر والأصفر والأزرق. فاز الحزم بدوري أندية الدرجة الثالثة السعودية مرة واحدة في موسم 1997-98 ، وحصل على المركز الثاني مرة واحدة في دوري أندية الدرجة الثانية السعودي مرة واحدة في موسم 1999-2000. فاز النادي بدوري أندية الدرجة الأولى السعودية مرة واحدة في موسم 2004-05 وترقى إلى دوري المحترفين (الدوري السعودي الممتاز). قضى النادي 6 مواسم متتالية في دوري الدرجة الأولى قبل أن يهبط.
يلعب النادي مبارياته على أرضه على ملعب نادي الحزم بالرس، ويتقاسم الملعب مع غريمه في المدينة نادي الخلود.
ويمتلك نادي الحزم مقراً تكفل ببنائه، فيصل بن فهد، رئيس الرئاسة العامة لرعاية الشباب الأسبق، وتتوفر فيه الملاعب، الصالات المغلقة، المسابح، صالة للألعاب الترفيهية، صالة للعلاج، بالإضافة إلى عدد من الملاعب المكشوفة ومكتبة نموذجية.

## تاريخ
تأسس نادي الحزم بمحافظة الرس عام 1957م باسم النادي الأهلي، وتم تسجيله رسمياً 1968، بحسب موقع النادي الرسمي، وحمل اسم الحزم بالشعار الأصفر والأزرق والأحمر، بعد أن كان يحمل الشعار الأصفر والأزرق.
وتعود تسمية الحزم إلى محمد عبد الله المسيطير، فيما يعد عبد الرحمن الرشيد، مؤسس النادي، فيما يعد رئيس نادي الشباب السعودي، خالد البلطان، رئيس هيئة أعضاء الشرف للحزم "المؤسس الفعلي، بحسب موقع النادي الرسمي.

## الألقاب والإنجازات
حقق نادي الحزم العديد من البطولات المحلية والميداليات الذهبية على مستوى منطقة القصيم والمملكة في مختلف الألعاب والمنافسات المحلية والدولية. وصعد إلى الدوري الممتاز في ألعاب جماعية وفردية ونافس فيها على تحقيق البطولات مثل كرة القدم وكرة الطائرة وكرة اليد، وتنس الطاولة والتنس الأرضي، وأمضى في الدوري الممتاز عدة مواسم ولا يزال. ومن إنجازاته: يحقيق المركز الرابع بكأس دوري خادم الحرمين الشريفين لموسمي: 2008\2009 م وحقق أول بطولة دولية له عام 2009 وهي بطولة كأس النخبة العربية. ووصل إلى نصف نهائي كأس ولي العهد2009م ومثل السعودية خارجيا بالبطولة العربية  2008م. ولعل آخر إنجاز يفخر به عشاقه هو صعود فرق كرة القدم بجميع فئاته (الناشئين، الشباب، الفريق الأول) إلى مصاف الدوري الممتاز لعام 2023-2024م.
دوري الدرجة الأولى السعودي
- البطل (2): 2004-05، 2020-21.[5]

دوري الدرجة الثالثة السعودي
- البطل (1): 1997-98.[5]

بطولة النخبة الدولية (بطولة غير رسمية)
- البطل (1): 2009.[5]

## الالعاب الرياضية بنادي الحزم

كرة القدم
كرة الطائرة
تنس الطاولة
السباحة
كرة اليد
العاب القوى
الجمباز
الدراجات

## اللاعبون
مصدر 
ملاحظة: تشير الأعلام إلى المنتخب الوطني على النحو المحدد في قواعد الأهلية للفيفا. قد يحمل اللاعبون أكثر من جنسية واحدة غير تابعة للفيفا.
| الرقم | البلد        | المركز | اللاعب             |
| ----- | ------------ | ------ | ------------------ |
| 2     | السعودية     | مدافع  | سعود الراشد        |
| 3     | الجزائر      | مهاجم  | عكاشة حمزاوي       |
| 4     | الرأس الأخضر | مدافع  | جوريان جاري        |
| 5     | السعودية     | وسط    | محمد عيسى          |
| 6     | السعودية     | وسط    | باسل السيالي       |
| 7     | السعودية     | وسط    | يوسف الشمري        |
| 9     | السعودية     | مهاجم  | تركي المطيري       |
| 10    | السنغال      | مهاجم  | إبراهيما نداي      |
| 12    | السعودية     | مدافع  | فرحان العازمي      |
| 13    | السعودية     | مدافع  | عبد الله الشنقيطي  |
| 14    | السعودية     | مهاجم  | سلطان السريحي      |
| 15    | السعودية     | وسط    | عبد الرحمن الخيبري |
| 17    | السعودية     | مدافع  | سلطان العيسى       |
| 19    | السعودية     | وسط    | نواف الحبشي        |
| 20    | السعودية     | مهاجم  | نواف البشري        |
| 23    | السعودية     | حارس   | إبراهيم زايد       |
| 25    | السعودية     | مدافع  | أحمد عسيري         |
| 27    | السعودية     | مدافع  | أحمد النخلي        |
| 31    | السعودية     | حارس   | عبد العزيز تكروني  |

| الرقم | البلد       | المركز | اللاعب             |
| ----- | ----------- | ------ | ------------------ |
| 34    | السعودية    | مدافع  | عبد الرحمن الدخيل  |
| 45    | السعودية    | وسط    | محمد الصاعدي       |
| 46    | السعودية    | مدافع  | محمد السبيعي       |
| 48    | السعودية    | وسط    | عبد الله الصامطي   |
| 55    | السعودية    | وسط    | محمد الشاعري       |
| 60    | السعودية    | مهاجم  | أنور شراحيلي       |
| 66    | السعودية    | مدافع  | حسين فريج          |
| 70    | السعودية    | وسط    | أحمد الشمراني      |
| 74    | فرنسا       | وسط    | كريم يودا          |
| 77    | السعودية    | حارس   | يزن الرويلي        |
| 78    | السعودية    | وسط    | حسان إدريس         |
| 82    | السعودية    | مدافع  | عبد العزيز الحربي  |
| 88    | السعودية    | وسط    | عبد العزيز الضويحي |
| 93    | غينيا بيساو | مهاجم  | زينهو جانو         |
| --    | السعودية    | مدافع  | رائد المقعدي       |
| --    | السعودية    | وسط    | محمد آل درويش      |
| --    | السعودية    | وسط    | فراس الدحيان       |
| --    | السعودية    | وسط    | قاسم بغيل          |

### المعارون
ملاحظة: تشير الأعلام إلى المنتخب الوطني على النحو المحدد في قواعد الأهلية للفيفا. قد يحمل اللاعبون أكثر من جنسية واحدة غير تابعة للفيفا.
| الرقم | البلد    | المركز | اللاعب                             |
| ----- | -------- | ------ | ---------------------------------- |
| 11    | السعودية | وسط    | محمد الثاني (معار إلى نادي الشباب) |
| 29    | السعودية | مهاجم  | بتال الحارثي (معار إلى نادي العين) |
| 85    | السعودية | وسط    | ريان الشارخ (معار إلى نادي الصقر)  |

| الرقم | البلد    | المركز | اللاعب                             |
| ----- | -------- | ------ | ---------------------------------- |
| --    | السعودية | مدافع  | سلطان تنكر (معار إلى نادي جدة)     |
| --    | السعودية | مهاجم  | أحمد آل حبيب (معار إلى نادي الصقر) |

## المشاركات الخارجية

### دوري ابطال العرب 2008
وهي البطولة التي استحق بعدها لقب السفير وقد كانت هذه المشاركة في عهد الرئيس الذهبي للنادي الأستاذ (علي بن حسين العايد )
مباراة الذهاب
| الحزم السعودي | 0 – 2 | الفيصلي الأردني                            |
| ------------- | ----- | ------------------------------------------ |
|               |       | عبد الهادي المحارمة 77' · مؤيد أبو كشك 84' |

مباراة الإياب
| الفيصلي الأردني                                             | 3 – 1 | الحزم السعودي  |
| ----------------------------------------------------------- | ----- | -------------- |
| قصي أبو عالية 3' · رزاق فرحان 50' · عبد الهادي المحارمة 87' |       | ذياب مجرشي 56' |

- الحزم والوحدة تأهلوا للبطولة كونهم في الترتيب السابع والثامن

### بطولة النخبة الدولية

#### المجموعات
| نادي الهلال               | 1 - 2 | نادي الحزم                             |
| ------------------------- | ----- | -------------------------------------- |
| سعد الذياب 8' (ركلة جزاء) |       | صلاح الدين عقال 25' · سعد الزهراني 70' |

| نادي الوحدة | 0 – 0 | نادي الحزم |
| ----------- | ----- | ---------- |
|             |       |            |

| فريق        | لعب | فاز | تعادل | خسر | له | عليه | فارق | نقاط |
| ----------- | --- | --- | ----- | --- | -- | ---- | ---- | ---- |
| نادي الوحدة | 2   | 2   | 0     | 0   | 3  | 0    | 3    | 5    |
| نادي الحزم  | 2   | 1   | 0     | 2   | 1  | 1    | 1    | 4    |
| نادي الهلال | 2   | 0   | 0     | 2   | 1  | 5    | -4   | 0    |

#### نصف نهائي
| نادي الحزم                             | 2 – 2 | نادي الشباب                         |
| -------------------------------------- | ----- | ----------------------------------- |
| سعد الزهراني 19' · صلاح الدين عقال 82' |       | فيصل السلطان 16' · فيصل السلطان 92' |

#### النهائي
| نادي الحزم   | 1 – 1 | نادي أبها      |
| ------------ | ----- | -------------- |
| حسين معاذ 9' |       | حسن القرني 19' |

## الرؤساء
| الاسم       | من   | إلى  |
| ----------- | ---- | ---- |
| علي العايد  | 2006 | 2009 |
| يوسف الخليف | 2011 | 2010 |